# Julius Blohm

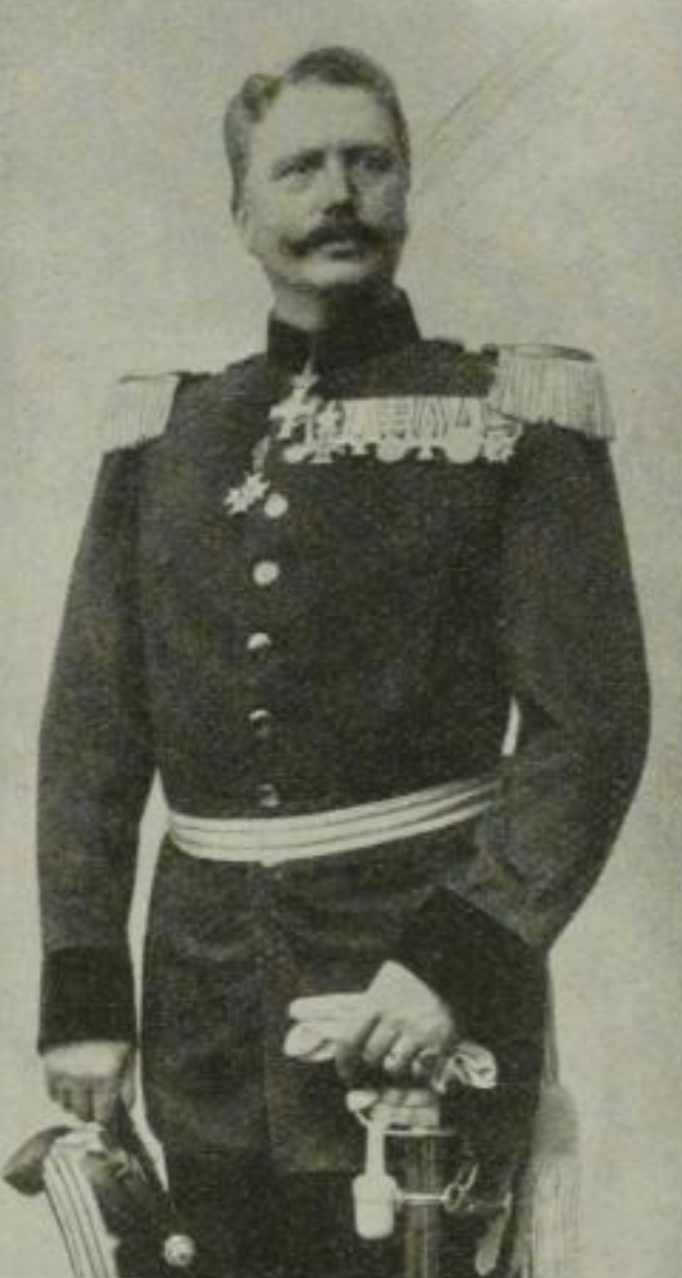
Julius Blohm

Carl Julius Amadeus Blohm (* 1845 in Achim; † 24. November 1927 in Dresden) war ein sächsischer Generalleutnant.

## Leben

### Herkunft
Julius Blohm entstammte einer weit verzweigten Familie, von denen viele eine militärische Laufbahn einschlugen. Er war Sohn des Juristen und Rittergutsbesitzers in Verden, Ludolph Amadeus Blohm und dessen Ehefrau Auguste Bornemann. Julius hatte sechs Brüder, welche allesamt Offiziere wurden und von denen Franz Blohm den Rang eines Generalmajors erreichte.

### Karriere
Julius Blohm trat 1859 in den Kadettenkorps der hannoverschen Armee ein und wurde nach langjähriger Erziehung 1863 als Portepeejunker dem Garde-Jäger-Bataillon überwiesen, wo er am 26. November 1863 zum Leutnant avancierte. Er rückte mit dem Verband nach Ausbruch des Krieges gegen Preußen an die Front und nahm an der Schlacht bei Langensalza teil. Als es nach der Schlacht zur Kapitulation der hannoverschen Armee kam und die Fahnen der jeweiligen Verbände an die Preußen abgegeben werden mussten, um im Berliner Zeughaus ausgestellt zu werden, nahm Blohm die Fahne seines Bataillons und versteckte sie in seiner Uniform. Als die Zeit gekommen war, übergab er sie dem entkronten König von Hannover Georg V. in Gmunden, wo sie auch nach seinem Tode hingen. Er erhielt am 11. August 1866 den Charakter eines Oberleutnants und trat am 1. April 1867 als Oberleutnant in sächsische Dienste über, wo er der 1. Kompanie des Schützen-(Füsilier-)Regiment „Prinz Georg“ (Königlich Sächsisches) Nr. 108 zugeteilt wurde.
Einige Jahre später rückte er nach Ausbruch des Krieges gegen Frankreich mit seinem Regiment an die Front. Er wurde im Konflikt mit dem Eisernen Kreuz II. Klasse ausgezeichnet und wurde nach Rückkehr nach Dresden am 24. Mai 1873 zum Hauptmann und Kompaniechef der 1. Kompanie des Regiments befördert. Er führte die Kompanie über 11 Jahre und wurde am 24. Juni 1884 zum Major und etatsmäßigen Stabsoffizier beim Regiment befördert. 1886 wurde er als Bataillonskommandeur des I. Bataillons in das 10. Infanterie-Regiment Nr. 134 versetzt, wobei er nach Beförderung zum Oberstleutnant am 20. März 1889 etatsmäßiger Stabsoffizier im Regiment wurde. 1890 wurde er Kommandeur des 2. Königlich Sächsisches Jäger-Bataillon Nr. 13 und blieb bis 1892 in dieser Eigenschaft. Nach Beförderung zum Oberst am 21. Juni 1892 wurde er Regimentskommandeur des Infanterie-Regiments „König Georg“ (7. Königlich Sächsisches) Nr. 106 und führte dieses bis 1894. In diesem Jahre wurde er zum Regimentskommandeur des Schützen-(Füsilier-)Regiments „Prinz Georg“ (Königlich Sächsisches) Nr. 108 ernannt. Nach Beförderung zum Generalmajor am 18. April 1896 wurde er Brigadekommandeur der 5. Infanterie-Brigade Nr. 63 in Dresden. Am 13. April 1898 wurde er unter Genehmigung seines Abschiedsgesuches und Verleihung des Komturkreuzes des sächsischen Verdienstordens zur Disposition gestellt. Er erhielt am 31. August 1909 noch den Charakter eines Generalleutnants.